# Coleby Lombardo
Coleby Jason Lombardo (Los Angeles, 7 settembre 1978) è un attore statunitense, noto soprattutto per il ruolo di Scott Cassidy, un piccolo figlio segreto di Monica Colby, nel serial televisivo I Colby (spin-off della serie Dynasty).
Nel 1988 ha ottenuto una candidatura al premio di Young Artist Awards per il migliore giovane attore ospite nella serie televisiva drammatica.

## Filmografia

### Cinema
- The Price of Life, regia di Stephen Tolkin – cortometraggio (1988)
- La recluta (The Rookie), regia di Clint Eastwood (1990)
- Tutto può accadere (Career Opportunities), regia di Bryan Gordon (1991) (voce)
- Il grande volo (Radio Flyer), regia di Richard Donner (1992)

### Televisione
- Troppo forte! (Sledge Hammer!) – serie TV, episodio 1x05 (1986)
- Ai confini della realtà (The Twilight Zone) – serie TV, episodi 2x13-2x14 (1987)
- I Colby (The Colbys) – serie TV, 12 episodi (1986-1987)
- Autostop per il cielo (Highway to Heaven) – serie TV, episodio 4x13 (1988)
- Heartbeat – serie TV, episodio 1x02 (1988)
- L.A. Law - Avvocati a Los Angeles (L.A. Law) – serie TV, episodio 2x18 (1988)
- Hooperman – serie TV, episodio 1x21 (1988)
- In famiglia e con gli amici (Thirtysomething) – serie TV, episodio 3x07 (1989)
- Poochinski, regia di Will Mackenzie – cortometraggio TV (1990)
- China Beach – serie TV, episodi 4x01-4x02-4x14 (1990-1991)
- Beverly Hills 90210 (Beverly Hills, 90210) – serie TV, episodio 2x05 (1991)
- Sono tuo padre (The Price She Paid), regia di Fred Walton – film TV (1992)